# ユトランド方言
ユトランド方言（ユトランドほうげん、デンマーク語：jysk、古くはjydsk）とはユトランド半島で話されるデンマーク語の西部方言。
本稿では日本で定着している「ユトランド（方言）」という表記・読み方を用いる。

## 下位方言
ユトランド方言の下位方言はそれぞれいくらか異なっており、一般には主に3つの方言に分けられる。
1. 南部方言 (sønderjysk)
2. 東部方言 (østjysk)
3. 西部方言(vestjysk)

一般に東部方言は標準的なデンマーク語に最も近く、南部方言は他の下位方言と最も違っていて、そのため、時に異なる方言とされることもある。従って、ユトランド方言はその定義によると実際には2つの異なる方言、一般的なユトランド方言（nordjysk（北部ユトランド方言）、さらに東部方言と西部方言に分かれる）とsønderjysk（南部ユトランド方言）である。

## 音韻
1. ユトランド方言では語尾消失の傾向がある。アクセントのない音節で北ゲルマン語群で本来iやaやuだったものが弱化したe [ə] を発音しない。例としてkaste '投げる' [ˈkʰasd̥] = 標準デンマーク語 [ˈkʰæsd̥ə] (スウェーデン語 [ˈkʰasta]
2. 西部ユトランド方言は古い2音節の単語においてpp, tt, kkの前で stød（声門閉鎖音の一種）を持つ。例えばkatte '猫（複数形）' [ˈkʰaˀt] = 標準デンマーク語 [ˈkʰæd̥ə]; ikke '～でない' [ˈeˀ(t)] = 標準デンマーク語[ˈeɡ̊ə]。他のデンマーク語方言では閉鎖音の前や（本来的な）2音節の単語で短母音を持つことはない。
3. 最南端方言はstødを持たないが、スウェーデン語やノルウェー語のように2つのピッチを区別する、つまりアキュート・アクセント（上昇して下がる）とグレイヴ・アクセント（上昇して下がってまた上昇する）である。例えば、hus '家' [ˈhúːs] = 標準デンマーク語 [ˈhuːˀs] ~ huse '家（複数形）' [ˈhùːs] = 標準デンマーク語 [ˈhuːsə]
4. 北部ユトランド方言ではvは後舌母音の前で有声両唇軟口蓋接近音となる（最北端方言では前舌母音の前でも）、一方、標準デンマーク語ではvは唇歯接近音である。例えば、vaske '洗う' [ˈwasɡ] = 標準デンマーク語 [ˈʋæsɡ̊ə]。同方言ではv と j が語頭のhj 、hvの組み合わせで無声化する。例えばhvem '誰' [ˈʍɛmˀ] = 標準デンマーク語[ˈʋɛmˀ], hjerte '心、心臓' [ˈçaɐ̯d̥, ˈçɑːd̥]= 標準デンマーク語[ˈjaɐ̯d̥ə]。
5. 長音のe,ø,oは最北端方言では二重母音化されてそれぞれ[iə, yə, uə]となる。例えばben （脚）[ˈbiˀən] = 標準デンマーク語[ˈbeːˀn] 、 bonde '農民）' [ˈbuəɲ] = 標準デンマーク語 [ˈbɔnə] (< bōndi)。
6. 長音のaとåは北部ユトランド方言ではそれぞれ[ɔː]と[oː]になる。例えば、sagde'言った ' [ˈsɔː] = 標準デンマーク語 [ˈsæː(ə)], gå '行く、歩く' [ˈɡoːˀ] = 標準デンマーク語[ˈɡ̊ɔːˀ].
7. ユトランドのほとんどの場所では、ndは[ɲ]である (最北端方言では[ɲ]は鼻音化したものとしないものの両方ある）。例えば finde '見つける' [ˈfeɲ] = 標準デンマーク語[ˈfenə]。
8. スカンジナヴィア語の母音の後ろのtは西部方言、南部方言で[ʁ]、いくつかの東部方言で[ɪ̯]となる。例えばmad '食事' [ˈmaʁ, ˈmaɪ̯] = 標準デンマーク語 [ˈmæð]。
9. スカンジナヴィア語の母音の後ろのdは[ɪ̯]もしくは無音（特にøの後）となる。例えばsmed '鍛冶屋' [ˈsmɛɪ̯, ˈsme] = 標準デンマーク語 [ˈsmeð]、rød '赤い' [ˈʁøˀə] =標準デンマーク語 [ˈʁɶðˀ]。
10. 南部ユトランド方言ではスカンジナヴィア語の母音の後ろの p, k が語末で[f, χ]となる。標準デンマーク語の場合はb, gである。例えばsøge '捜す' [ˈsøːχ] = 標準デンマーク語[ˈsøː(ɪ̯)]、tabe '失う' [ˈtʰɑːf] = 標準デンマーク語[ˈtˢæːbə, ˈtˢæːʊ]。南ユトランドの北部では、母音間でこれらの音が摩擦音[v, ɣ]となる。例えば søger '探す（現在形）' [ˈsøːɣə] = 標準デンマーク語 [ˈsøːɐ]、tabe '失う（現在形）' [ˈtʰɑːvə] = 標準デンマーク語[ˈtˢæːˀbɐ, ˈtˢæʊ̯ˀɐ]。

## 文法

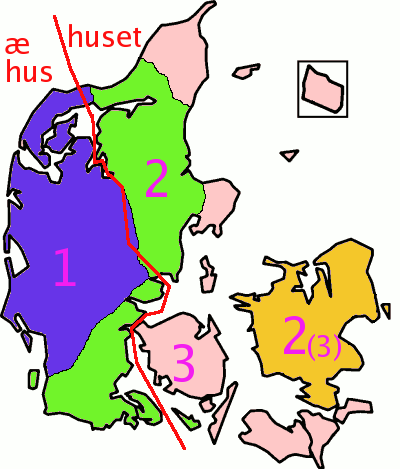
デンマーク語の方言における文法性の数(1-3）の分布。シェラン島では3つから2つへの移行がごく最近起こっている。赤い線の西側では 英語やドイツ語のように定冠詞が名詞の前に来る。赤い線の東では定冠詞を接尾辞の形で持つ。

### 冠詞
西部ユトランド方言・南部ユトランド方言、いくつかの東部ユトランド方言では多くのヨーロッパの言語のように、名詞の前に定冠詞を置く。これは他のすべてのスカンジナヴィアの言語が名詞の後ろに接尾辞として置くのとは違っている。ユトランド方言：æ hus, æ mand（家、男）= 標準デンマーク語：huset, manden 

### 文法性
さらに、標準デンマーク語が2つの文法性（共性と中性）なのに対し、いくつかのユトランド方言（特に西部）では英語のように性の区別がない。例えばen stor hund, en stor hus = 標準デンマーク語 en stor hund ~ et stort hus ('一匹の大きな犬', '一軒の大きな家')（en,et=不定冠詞　stor,stort 大きい ） 
一方、別のユトランド方言では3性（男性、女性、中性）の区別（ドイツ語、アイスランド語やほとんどのノルウェー語方言と同様）を保持している。

### 代名詞
一人称単数代名詞は標準デンマーク語では jeg [ˈja] であるところ a、またはテュー (Thy) や最南端の方言では æ である。この違いはノルド祖語の異なる形に由来する。すなわち ek と eka で、ともに初期ルーン碑文に見られるものである。後者の形 (eka) は後続音節の a の前で e が ja になる規則的な割れを生じている。割れをもたない短いほうの形 (ek) は、ノルウェー語・フェーロー語・アイスランド語にも見られる。

## 日本における表記・読み方
日本において「ユトランド（方言）」という表記・読み方が定着している。